# Gilad Bloom
Pour les articles homonymes, voir Bloom.
Gilad Bloom, né le 1er mars 1967 à Tel Aviv, est un joueur de tennis professionnel israélien. Son meilleur classement en simple a été 61e, le 15 octobre 1990.

## Palmarès

### Finales en simple messieurs
| No | Date       | Nom et lieu du tournoi                            | Catégorie    | Dotation  | Surface      | Vainqueur     | Score         |  |
| -- | ---------- | ------------------------------------------------- | ------------ | --------- | ------------ | ------------- | ------------- |  |
| 1  | 16-10-1989 | Tournoi de tennis de Tel Aviv, Tel Aviv           |              | 100 000 $ | Dur (ext.)   | Jimmy Connors | 2-6, 6-2, 6-1 |  |
| 2  | 18-06-1990 | Direct Line Insurance Manchester Open, Manchester | World Series | 225 000 $ | Gazon (ext.) | Pete Sampras  | 7-6, 7-6      |  |
| 3  | 22-04-1991 | Epson Super Tennis Tournament, Singapour          | World Series | 225 000 $ | Dur (ext.)   | Jan Siemerink | 6-4, 6-3      |  |

### Titres en double messieurs
| No | Date       | Nom et lieu du tournoi                 | Catégorie    | Dotation  | Surface      | Partenaire      | Finalistes                     | Score         |  |
| -- | ---------- | -------------------------------------- | ------------ | --------- | ------------ | --------------- | ------------------------------ | ------------- |  |
| 1  | 12-10-1987 | Tournoi de tennis de Tel Aviv Tel Aviv |              | 89 400 $  | Dur (ext.)   | Shahar Perkiss  | Wolfgang Popp Huub van Boeckel | 6-2, 6-4      |  |
| 2  | 09-11-1987 | Ford Cup São Paulo                     |              | 89 400 $  | Dur (ext.)   | Javier Sánchez  | Sergio Casal Tomás Carbonell   | 6-3, 6-7, 6-4 |  |
| 3  | 15-04-1991 | KAL Cup Korea Open Séoul               | World Series | 140 000 $ | Dur (ext.)   | Alex Antonitsch | Kent Kinnear Sven Salumaa      | 7-6, 6-1      |  |
| 4  | 13-05-1991 | Yugoslav Open Umag                     | World Series | 215 000 $ | Terre (ext.) | Javier Sánchez  | Richey Reneberg David Wheaton  | 7-6, 2-6, 6-1 |  |

### Finale en double messieurs
| No | Date       | Nom et lieu du tournoi          | Catégorie    | Dotation  | Surface    | Vainqueurs                   | Partenaire    | Score    |  |
| -- | ---------- | ------------------------------- | ------------ | --------- | ---------- | ---------------------------- | ------------- | -------- |  |
| 1  | 08-01-1990 | Benson and Hedges Open Auckland | World Series | 125 000 $ | Dur (ext.) | Kelly Jones Robert Van't Hof | Paul Haarhuis | 7-6, 6-0 |  |

## Parcours dans les tournois du Grand Chelem

### En simple
| Année | Open d'Australie | Open d'Australie | Internationaux de France | Internationaux de France | Wimbledon       | Wimbledon     | US Open         | US Open    |
| ----- | ---------------- | ---------------- | ------------------------ | ------------------------ | --------------- | ------------- | --------------- | ---------- |
| 1987  | 1er tour (1/64)  | J. Letts         | 1er tour (1/64)          | F. Yunis                 | 3e tour (1/16)  | H. Leconte    | —               | —          |
| 1988  | —                | —                | —                        | —                        | 1er tour (1/64) | E. Jelen      | 2e tour (1/32)  | J. Connors |
| 1989  | —                | —                | —                        | —                        | —               | —             | 1er tour (1/64) | M. Šrejber |
| 1990  | 3e tour (1/16)   | Y. Noah          | 2e tour (1/32)           | A. Boetsch               | 2e tour (1/32)  | M. Koevermans | 1/8 de finale   | I. Lendl   |
| 1991  | 2e tour (1/32)   | J. Courier       | 1er tour (1/64)          | P. McEnroe               | 1er tour (1/64) | G. Forget     | 1er tour (1/64) | C. Caratti |
| 1992  | 2e tour (1/32)   | A. Chesnokov     | 2e tour (1/32)           | A. Mancini               | —               | —             | —               | —          |

N.B. : à droite du résultat se trouve le nom de l'ultime adversaire.

### En double
| Année | Open d'Australie          | Open d'Australie       | Internationaux de France  | Internationaux de France | Wimbledon                  | Wimbledon                   | US Open                     | US Open                     |
| ----- | ------------------------- | ---------------------- | ------------------------- | ------------------------ | -------------------------- | --------------------------- | --------------------------- | --------------------------- |
| 1987  | 1er tour (1/32) P. Kühnen | K. Evernden B. Green   | 2e tour (1/16) C. Suk     | A. Järryd R. Seguso      | 2e tour (1/16) A. Mansdorf | P. Annacone C. van Rensburg | 1er tour (1/32) A. Mansdorf | S. Casal E. Sánchez         |
| 1988  | —                         | —                      | —                         | —                        | —                          | —                           | 1er tour (1/32) A. Mansdorf | K. Evernden J. Kriek        |
| 1989  | —                         | —                      | —                         | —                        | —                          | —                           | 2e tour (1/16) B. Pearce    | P. Annacone C. van Rensburg |
| 1990  | 1er tour (1/32) D. Goldie | G. Forget Y. Noah      | —                         | —                        | —                          | —                           | —                           | —                           |
| 1991  | 2e tour (1/16) F. Clavet  | D. Cahill M. Kratzmann | 2e tour (1/16) P. Wekesa  | G. Connell G. Michibata  | 1er tour (1/32) P. Doohan  | L. Jensen L. Warder         | 1er tour (1/32) D. Flach    | R. Leach J. Pugh            |
| 1992  | 1/4 de finale P. Wekesa   | S. Davis D. Pate       | 1er tour (1/32) P. Wekesa | W. Ferreira P. Norval    | —                          | —                           | —                           | —                           |

N.B. : le nom du ou de la partenaire se trouve sous le résultat ; le nom des ultimes adversaires se trouve à droite.